# نحت الجمل الأثري (السعودية)
موقع نحت الجمل الأثري واحد من أبرز المواقع الأثرية في المملكة العربية السعودية، يقع شمال السعودية في منطقة الجوف، تحديداً في شرقي وسط محافظة سكاكا. يُعد من أهم مواقع الفنون الصخرية المكتشفة، وضمن أهم 10 اكتشافات في العالم لعام 2021.

## بداية الاكتشاف
يعود أول اكتشاف للموقع إلى عام 2010، حين زار مدير هيئة السياحة والآثار بالجوف سابقاً الموقع وأعد تقريراً عنه، ثم العودة له في عام 2016 مع فريق سعودي فرنسي، لتسجيل الموقع.
جاءت بعد ذلك الدراسة العلمية التي قام بها الفريق العلمي السعودي العالمي، المكوّن من باحثين من هيئة التراث، وجامعة الملك سعود، والمركز الفرنسي للأبحاث، وجامعة برلين الحرة، وجامعة أكسفورد، والتي نُشرت نتائجها في مجلة علوم الآثار (Science Journal of Archaeological). في أبريل 2022، كما أُعلن رسمياً عن نتائج الدراسة خلال المؤتمر العلمي الذي أقامته هيئة التراث في سبتمبر 2022.

## الفترة الزمنية التي يعود لها النحت
أشارت النتائج العلمية إلى أن الموقع يعود لفترة العصر الحجري الحديث ما بين 5200 - 5600 سنة قبل الميلاد.

## ماهية النحت الصخري
يضم هذا موقع نحت الجمل 21 نحتاً مجسماً، 17 نحتاً منها مُجسمات لجِِمال واثنان من فصيلة الخيليات، ونحت آخر لم تتضح هويته. كما يبدو الموقع من أقدم المواقع في العالم لنحت الحيوانات المجسمة بالحجم الطبيعي، إذ تختلف في طريقة تنفيذها عن الفن الصخري الشائع في أنحاء السعودية، فهي بارزة بشكلٍ كبير عن الصخرة التي نُحتت منها ولها شكل مُجسم. كما يُعد الموقع من أقدم مواقع الفنون الصخرية في السعودية، التي اعتمدت على النحت ثنائي الأبعاد بالأسلوبين البارز والغائر، ممّا يدل على مدرسة فنية متقدمة في مجال الفن الصخري.

## دلالات النحت على شكل الحياة
دلَت المجسمات الأثرية التي حُفرت بالموقع على وجود صناعة حجرية مميزة وبقايا عظام حيوانية. كما أشار باحثون إلى أن "المناظر الطبيعية في ذلك الوقت كانت عبارة عن أرض عشبية تتخللها بحيرات، إذ كانت الجمال والخيول تتجول في البرية. بينما يتولى البشر رعي قطعان من الماشية والأغنام والماعز، ويبدو أن هذه الأجواء قادت إلى ابتكار أعمالاً فنية كهذه".
تقول ماريا غوجنين، عالمة الآثار في معهد ماكس بلانك لعلوم التاريخ البشري، التي قادت البحث الجديد، "عادت مجتمعات العصر الحجري الحديث مراراً وتكراراً إلى موقع الجَمل، ما يعني أنه تم الحفاظ على رمزيته ووظيفته على مدى أجيالاً عدة".
تُعد هذه المنحوتات أول دليل أثري على نمط تحركات الإنسان عبر صحراء النفود، كروابط فنية متشابهة في الحجم والمهارة والدقة في عملية النقش، ودلاله على تسلسل الحقبة الزمنية والعمر المحتمل لها، حيث أشارت الدراسات إلى أن هناك تشابه بين لوحات موقع نحت الجمل مع لوحة "جبة" بمنطقة حائل، ويبدو أن فن النحت الصخري يؤكد على وجود الجِِمال البرية وأهميتها الثقافية لسكان ما قبل التاريخ في شمال شبه الجزيرة العربية.